# Bollywood Movie Award/Bestes Kostüm
Der Bollywood Movie Award Best Costume Designer ist eine Kategorie des jährlichen Bollywood Movie Awards für indische Filme in Hindi.
Manish Malhotra hat den Preis schon fünfmal gewonnen.

## Liste der Preisträger
| Jahr | Film                                | Kostümdesigner  |
| ---- | ----------------------------------- | --------------- |
| 1999 | Kuch Kuch Hota Hai                  | Manish Malhotra |
| 2000 | kein Preis                          | kein Preis      |
| 2001 | Mission Kashmir                     | Neeta Lulla     |
| 2002 | kein Preis                          | kein Preis      |
| 2003 | Devdas                              | Neeta Lulla     |
| 2004 | Kal Ho Naa Ho                       | Manish Malhotra |
| 2005 | Veer-Zaara                          | Manish Malhotra |
| 2006 | Kaal – Das Geheimnis des Dschungels | Manish Malhotra |
| 2007 | Kabhi Alvida Naa Kehna              | Manish Malhotra |